# Apostolos Diamantīs
Apostolos Diamantīs (in greco Απόστολος Διαμαντής?; Serres, 20 maggio 2000) è un calciatore greco, difensore svincolato.

## Caratteristiche tecniche
È un difensore centrale.

## Carriera

### Club
Cresciuto nel settore giovanile del PAOK, nel 2019 viene ceduto in prestito al Volo dove debutta fra i professionisti giocando l'incontro di Souper Ligka Ellada vinto 1-0 contro l'Arīs Salonicco. Al termine della stagione passa a titolo definitivo all'OFI Creta.

### Nazionale
Ha giocato nelle nazionali giovanili greche Under-19 ed Under-21.

## Statistiche
Statistiche aggiornate al 14 dicembre 2020.

### Presenze e reti nei club
| Stagione        | Squadra         | Campionato      | Campionato | Campionato | Coppe nazionali | Coppe nazionali | Coppe nazionali | Coppe continentali | Coppe continentali | Coppe continentali | Altre coppe | Altre coppe | Altre coppe | Totale | Totale | Totale |
| Stagione        | Squadra         | Comp            | Pres       | Reti       | Comp            | Pres            | Reti            | Comp               | Pres               | Reti               | Comp        | Pres        | Reti        | Pres   | Reti   |        |
| --------------- | --------------- | --------------- | ---------- | ---------- | --------------- | --------------- | --------------- | ------------------ | ------------------ | ------------------ | ----------- | ----------- | ----------- | ------ | ------ | ------ |
| 2019-2020       | Volo            | SL              | 15         | 0          | CG              | 3               | 0               |                    | -                  | -                  |             | -           | -           | 18     | 0      |        |
| 2020-2021       | OFI Creta       | SL              | 10         | 0          | CG              | 0               | 0               |                    | -                  | -                  |             | -           | -           | 10     | 0      |        |
| Totale carriera | Totale carriera | Totale carriera | 25         | 0          |                 | 3               | 0               |                    | -                  | -                  |             | -           | -           | 28     | 0      |        |